# Карсак Ајак
Карсак Ајак (фр. Carsac-Aillac) насеље је и општина у југозападној Француској у региону Аквитанија, у департману Дордоња која припада префектури Сарла ла Канеда.
По подацима из 2011. године у општини је живело 1521 становника, а густина насељености је износила 87,87 становника/km². Општина се простире на површини од 17,31 km². Налази се на средњој надморској висини од 99 метара (максималној 269 m, а минималној 60 m).

## Демографија
| 1962. | 1968. | 1975. | 1982. | 1990. | 1999. | 2011. |
| ----- | ----- | ----- | ----- | ----- | ----- | ----- |
| 745   | 770   | 782   | 950   | 1.219 | 1.217 | 1.521 |

График промене броја становника у току последњих година